# Кошиц, Нина Павловна
Нина Павловна Кошиц (настоящая фамилия — Порай-Кошиц; 17 (29) января 1892, с. Кирилловка, теперь с. Шевченково, Звенигородский район, Черкасская область — 14 мая 1965, Санта-Ана, Калифорния) — российская и американская оперная и камерная певица (сопрано) и педагог. Ей посвящали свои произведения Рахманинов, Метнер, Прокофьев.
Дочь певца Павла Порай-Кошица. Двоюродная племянница Александра Кошица.

## Биография
Её отец Павел Алексеевич Порай-Кошиц был певцом, в 1891—1892 выступал в Киевской опере, в 1893—1903 был солистом Большого театра в Москве.
Музыкальное образование получила в Московской консерватории (1908—1913, класс вокала В. Мазетти, класс фортепиано Н. Шишкина, К. Игумнова). Совершенствовалась у Ф. Литвин в Париже.
2 ноября 1911 года в московской Николаевской церкви в Хлынове «ученица Московской консерватории Императорского Русского музыкального общества дворянка Нина Павловна Порай-Кошиц», 19 лет, была обвенчана с 25-летним «студентом Императорского Московского университета юридического факультета» Александром Александровичем Шубертом; одним из поручителей по женихе выступал «потомственный почётный гражданин» К. Н. Игумнов. После окончания консерватории родила дочь Марину (1912—2001), которая впоследствии стала известной в США оперной певицей и успешной киноактрисой.
1913—1920 — солистка Оперы С. Зимина в Москве. 1917—1918 параллельно выступала в Мариинском театре в Петрограде.
В 1919 вместе с Украинской республиканской капеллой А. Кошица уехала на гастроли за границу и осталась за рубежом. В 1921—1924 — солистка Чикагской оперы (Lyric Opera of Chicago). Выступала с большим успехом также на оперных сценах Нью-Йорка, Филадельфии, Буэнос-Айреса (театр «Колон», 1924), Парижа («Гранд-Опера», 1925, 1927), Брюссель, Амстердама, Риги, Вильно, Стокгольма, Ницце, Сан-Ремо и других.
В 1930-х годах — солистка оперного театра в Лос-Анджелесе.
Последние годы жизни жила в Голливуде, вела там педагогическую деятельность (с 1941), снималась в звуковых фильмах.
Умерла в городе Санта-Ана 14 мая 1965 года.

## Партии
- Татьяна («Евгений Онегин» Чайковского)
- Ярославна («Князь Игорь» Бородина)
- Купава («Снегурочка» Римского-Корсакова)
- Настя («Кудеяр» Оленина, первое исполнение)
- Клара Милич («Клара Милич» Кастальского, первое исполнение)
- Электра («Орестея» Танеева)
- Фата Моргана («Любовь к трём апельсинам» Прокофьева, 1921, Чикаго, первое исполнение)
- Дездемона («Отелло» Верди)
- Рахиль («Жидовка» Галеви)
- Лиза («Пиковая дама» Чайковского)
- Недда («Паяцы» Леонкавалло)
- Мими («Богема» Пуччини)
- Донна Анна («Каменный гость» Даргомыжского).

## Публикации
- Николай Метнер (К третьей годовщине смерти) // Новое русское слово.— Нью-Йорк, 1954.— 15 ноября (№ 15542).— С. 3, 4.
- Рахманинов в моей жизни и в музыке: Из готовящейся к печати книги // Новое русское слово.— Нью-Йорк, 1958.— 29 июня (№ 16437).— С. 2, 8.
- Сергей Прокофьев в моей жизни и музыке: «Amitie Amoureuse» // Новое русское слово.— Нью-Йорк, 1965.— 28 февраля (№ 18983).— С. 2, 7.
- Мои встречи с Прокофьевым: Прощай, Москва! // Новое русское слово.— Нью-Йорк, 1965.— 9 мая (№ 19053).— С. 2; 16 мая (№ 19060).— С. 2; 23 мая (№ 19067).— С. 2; 30 мая (№ 19074).— С. 2; 6 июня (№ 19081).— С. 2.

## Признание
Нина Кошиц — камерная певица XX века. Обладала сильным, ровным голосом нежного тембра, утонченным художественным вкусом, имела яркую сценическую внешность.
Её творчество высоко ценили Асафьев и Прокофьев. Ей посвящали свои произведения Рахманинов, Метнер, Прокофьев. Выступала с симфоническими оркестрами А. И. Зилоти и С. А. Кусевицкого. С концертами выступала в Петербурге, Москве, Киеве, во многих городах США, Франции и других.
Ей аккомпанировали Рахманинов, Глазунов, Гречанинов. Камерный репертуар включал произведения Глинки, Мусоргского, Бородина, Чайковского, Даргомыжского, Балакирева, Римского-Корсакова и др.
Нина Павловна — автор нескольких романсов на слова Бунина, Семёна Надсона, которые она исполняла в своих концертах.
Записывалась на грампластинки фирмами «Артистотипия» (Киев, 1914), «Бека» (1914), «Брунсвик» (1922), «Виктор» (1920—1930-е годы) и др.